# Metropolexpress

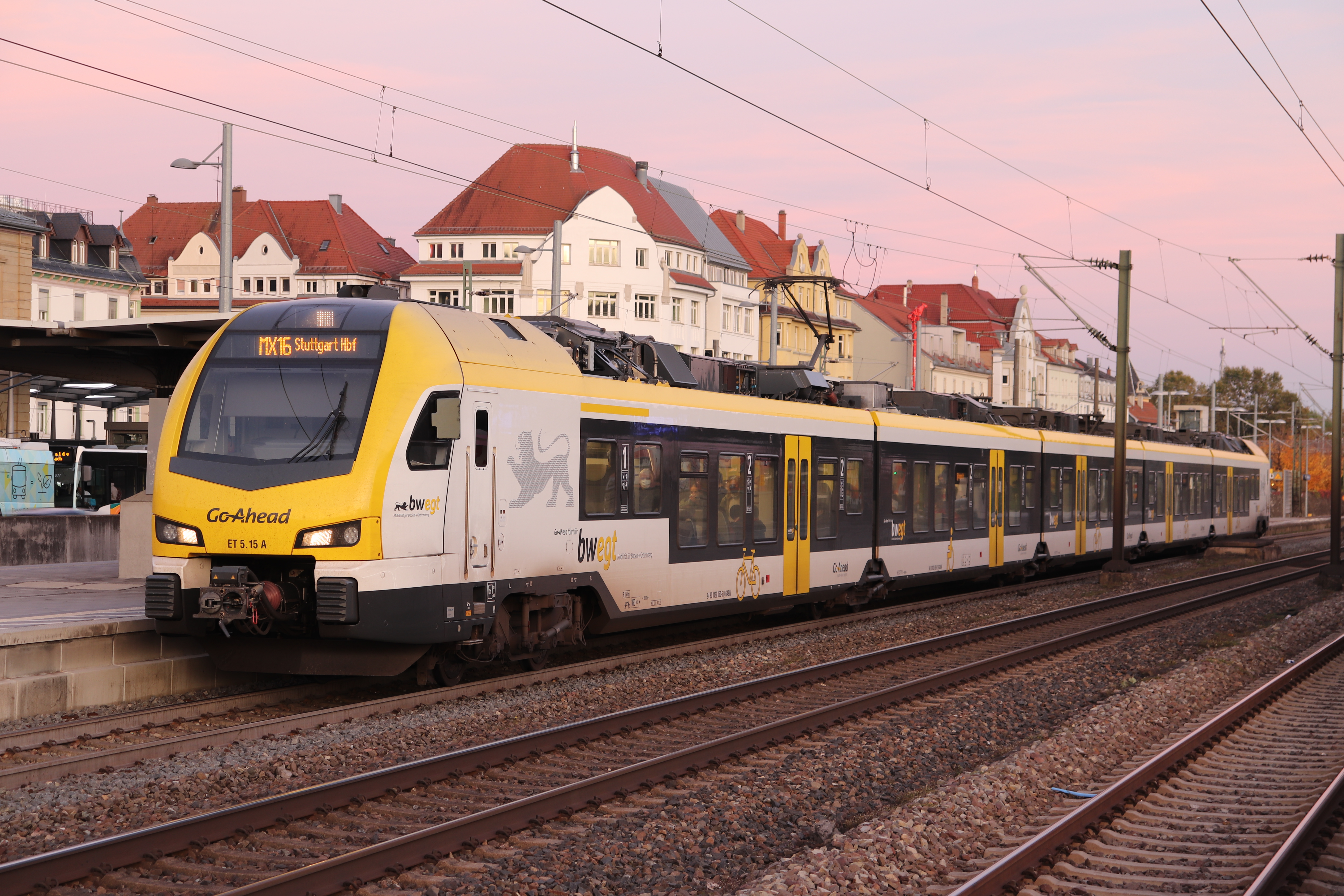
MEX 16 para Stuttgart em Esslingen (Neckar)

O Metropolexpress, abreviado MEX, é um tipo de trem que foi introduzido em Junho de 2021 para o transporte ferroviário local de passageiros em Baden-Württemberg.

## Conceito
O objetivo desse conceito é de passar pelas linhas principais da Região Metropolitana Stuttgart entre Stuttgart Hauptbahnhof, a zona rural e distritos urbanos na área externa de Stuttgart S-Bahn em uma frequência densa. Isso está previsto para acontecer em dias de semana, entre as 5 da manhã e Meia-Noite há cada 30 minutos. Em adição, também será introduzido um horário para serviços noturnos em dias de semana de 5 da manhã até Meia-Noite. No caso do Stadt-Express anterior, os trens MEX irão parar em todas as estações fora da área de S-Bahn, mas somente em interseções importantes com o S-Bahn e serviços urbanos.

## Linhas e História
Em nome da Autoridade de Transporte Público responsável, o Nahverkehrsgesellschaft Baden-Württemberg (NVBW), as conexões a seguir serão prestadas, todas que estão ligadas em Stuttgart:
| Linha     | Linha         | Rota | Rota | Empresa ferroviária                    | Veículos | Novo nome               |
| MEX       | antes         | MEX-Route | fontes adicionais                                                                                         | Empresa ferroviária                    | Veículos | Novo nome               |
| --------- | ------------- | --- | --- | -------------------------------------- | -------- | ----------------------- |
| MEX 13    | RB 13         | Stuttgart – Waiblingen – Schorndorf – Schwäbisch Gmünd – Aalen                                                                      | Aalen – Ellwangen – Crailsheim                                                                            | Go-Ahead Baden-Württemberg             | Flirt 3  | 12 de Dezembro de 2021  |
| MEX 14    | RE 14a RB 14a | Stuttgart – Stuttgart-Vaihingen – Böblingen – Herrenberg – Horb                                                                     | | DB Regio Baden-Württemberg             | Talent 2 | planejado a longo prazo |
| MEX 16    | RB 16         | Stuttgart – Esslingen – Plochingen – Göppingen – Geislingen                                                                         | Geislingen – Amstetten – Ulm                                                                              | Go-Ahead Baden-Württemberg             | Flirt 3  | 13 de Junho de 2021     |
| MEX 17a/c | RB& 17a/c     | Bietigheim-Bissingen – Vaihingen – Mühlacker – Pforzheim                                                                            | Stuttgart – [carece de fontes?] Pforzheim – Wilferdingen-Singen –Karlsruhe Mühlacker – Bretten – Bruchsal | SWEG Südwestdeutsche Landesverkehrs-AG | Talent 2 | 11 de Dezembro de 2022  |
| MEX 12    | RE 12         | Tübingen – Reutlingen – Metzingen – Nürtingen – Plochingen – Esslingen – Stuttgart – Ludwigsburg – Bietigheim-Bissingen – Heilbronn | Heilbronn – Bad Friedrichshall – Möckmühl – Osterburken                                                   | SWEG Südwestdeutsche Landesverkehrs-AG | Talent 2 | 11 de Dezembro de 2022  |
| MEX 18    | RB 18         | Tübingen – Reutlingen – Metzingen – Nürtingen – Plochingen – Esslingen – Stuttgart – Ludwigsburg – Bietigheim-Bissingen – Heilbronn | Heilbronn – Bad Friedrichshall – Möckmühl – Osterburken                                                   | SWEG Südwestdeutsche Landesverkehrs-AG | Talent 2 | 11 de Dezembro de 2022  |
| MEX 19    | RB 19         | Stuttgart – Waiblingen – Backnang – Murrhardt                                                                                       | Murrhardt – Schwäbisch Hall-Hessental – Crailsheim                                                        | Go-Ahead Baden-Württemberg             | Talent 2 | 12 de Dezembro de 2021  |
| MEX 90    | RE 19         | Stuttgart – Waiblingen – Backnang – Murrhardt                                                                                       | Murrhardt – Schwäbisch Hall-Hessental                                                                     | Go-Ahead Baden-Württemberg             | Talent 2 | 12 de Dezembro de 2021  |

Dentro da área designada de rotas MEX, trens transitam a cada meia hora. Na secção Stuttgart-Murrhardt, a pausa de meia hora é criada para coincidir com o horário da MEX 19, as duas horas MEX 90 e as duas horas RE 90 (Stuttgart-Nürnberg). Na secção de Tübingen-Heilbronn, a pausa de meia hora é criada para coincidir com o horário da MEX 12 e da MEX 18.
Antes da mudança de nome para MEX, as linhas, com exceção da MEX 14, já eram, em sua maioria, atendidos por Regionalbahn (RB) ou Regional-Express(RE), a cada meia hora trens no mesmo número de linha ou em um número de linha semelhante. Para não quebrar linhas já existentes, linhas que parcialmente também passam por fora da área do Metropolexpress também são chamadas de MEX por lá, embora eles funcionem em menores intervalos.
No contexto da Reativação da Ferroviária Black Forest, um Metropolexpress entre Stuttgart e Calw também está sendo discutido, mas sua implementação não está incluída no conceito do  Ministério de Transportes Baden-Württemberg.
Como parte das negociações entre o estado federal e o Schwarzwald-Baar-Kreis, além da electrificação da rede Ringzug, a estabilização de uma conexão Metropolexpress Villingen-Stuttgart através da via anteriormente não eletrificada Ferroviária Rottweil-Villingen foi aprovada.